# シャーガス病
シャーガス病（シャーガスびょう、英: Chagas' disease）は、原虫 Trypanosoma cruzi トリパノソーマ・クルージ の感染を原因とする人獣共通感染症。「アメリカトリパノソーマ病」、「刺し亀病（サシガメ病）」とも呼ばれる。

## 病原体
Trypanosoma cruziトリパノソーマ・クルージ はユーグレノゾアキネトプラスト類に属する鞭毛虫で、哺乳類に広く感染する。

## 疫学
中南米において発生する。哺乳類吸血性であるオオサシガメ亜科のサシガメをベクター（媒介）とする。この感染症にかかりうる動物（感受性動物）はヒト、イヌ、ネコ、サルなど150種以上の哺乳類。
中南米の田舎などでは家屋の土壁にサシガメが棲んでおり、そのサシガメが家屋の住人を刺し血を吸う。それだけでは感染しないが、そのサシガメがする糞の中にトリパノソーマ・クルージが多数潜んでおり、サシガメが血を吸った前後に糞をし、その傷口から糞に含まれるトリパノソーマ・クルージが体内に侵入する。シャーガス病はすぐには発病せず、長いときは十数年の潜伏期間がある。潜伏期間は当人は感染にまったく気付かない。
日本でもシャーガス病陽性者が見つかり、調査の結果、その人物が日本で献血を行っていたが、その血液を輸血された患者のうち、追跡調査が可能であった5人の血液を検査した結果、全員が陰性であり、日本では輸血によりシャーガス病に感染した事例は報告されていない。
中南米諸国出身の人または母親が中南米諸国出身の人、中南米諸国に通算4週間以上滞在した人は、無症候性キャリアの可能性を否定できないので、予防的措置を講じるために、献血時に申告するよう日本赤十字社は呼びかけている(該当者の献血血液を、血漿分画製剤の原料血漿のみに使用するためであり、献血を拒否するためではない)。

## 症状
- ヒト
  - リンパ節、肝臓、脾臓の腫脹。また、筋肉痛、心筋炎、心肥大（心臓の破裂）、脳脊髄炎、心臓障害を示す。ロマーニャ徴候、ジャゴーマ。
- イヌ
  - ヒトと同様の症状。

## 診断
原虫検出。急性期の発熱時以外では血液からの原虫の検出は難しいため、体外診断法として無感染サシガメに患者を吸血させ、サシガメ体内で増殖したエピマスティゴート型原虫を検査する方法がある。血清学的診断法として、間接血球凝集反応、間接蛍光抗体法、酵素抗体法などがある。通常、血清診断で本病が疑われた場合は上記の原虫検出による確定診断を行う。

## 治療
ニフルチモックスとベンズニダゾール等が用いられるが、トリパノソーマ・クルージ殺傷効果しかなく、これらの薬剤に感染臓器の回復効果はまったくない。

## 予防
ベクター（媒介者）であるサシガメの駆除。サシガメに刺されないようにすること（刺咬防止）。また、極稀にサシガメから果物にシャーガス原虫が付着することがあるため、シャーガス病流行地では生のジュースを飲むのを控えた方がいい。なお、この病気は母子感染する。輸血でも感染する可能性があるため、献血された血液の検査や、フィルターによる濾過や冷凍などで原虫を除去する必要がある。